# Presidente da Comissão da União Africana
Presidente da Comissão da União Africana é o chefe da Comissão da União Africana (CUA). É o Diretor Executivo, representante legal da União Africana (UA), e o Diretor de Contabilidade da Comissão, sendo eleito para um mandato de quatro anos, renovável uma vez, pela Assembleia da União Africana.
O cargo foi precedido pelo Secretário-Geral da OUA e, com a formação da UA, o papel se tornou mais poderoso. O presidente é responsável pelas finanças e administração da Comissão, promovendo os seus objetivos, lidando com as principais partes interessadas (Estados-membros, parceiros de desenvolvimento, blocos regionais, etc.), nomeando e gerindo o pessoal da Comissão e armazenando os tratados e instrumentos jurídicos da UA e da OUA.

## História
A Organização da Unidade Africana (OUA) foi fundada em 1963 e procurou resolver os desafios da África através da cooperação e da unidade entre os Estados-nação, incorporando uma visão pan-africanista. Tinha um papel equivalente intitulado Secretário-Geral da Organização da Unidade Africana, no entanto o cargo tinha poderes mais fracos e era em grande parte cerimonial.
Em 2002, a OUA evoluiu para a União Africana (UA), num esforço para uma maior integração regional, com o papel do Secretário-Geral substituído pelo Presidente da Comissão, que foi encarregado de implementar a visão da UA. Este novo papel tornou-se mais vocal no seu louvor ou condenação. Amara Essy, como Secretária-Geral, foi encarregada de liderar a transição da OUA para a UA, visando torná-la mais eficaz no enfrentamento dos desafios políticos, econômicos e de segurança da África. Sua ação mais importante foi implementar a estrutura operacional da UA, incluindo a criação do Conselho de Paz e Segurança à imagem do Conselho de Segurança da ONU. Apesar disto, alguns líderes africanos temiam pela sua soberania nacional, sendo que obter financiamento e compromisso revelou-se um desafio.
Essy foi sucedido pelo ex-presidente do Mali, Alpha Oumar Konaré, que serviu de setembro de 2003 a abril de 2008. Ele se concentrou na institucionalização de reformas e na estabilidade regional. Ele desempenhou um papel fundamental na criação do Fundo Africano para a Paz, destinado a financiar a manutenção da paz. Apesar disso, o seu mandato também enfrentou desafios financeiros e divisões entre os membros, e ele não procurou a reeleição.
A eleição seguinte foi vencida pelo político gabonês Jean Ping, que serviu de 2008 a 2012. Ele buscou maior integração política e pretendia enfrentar desafios de segurança, porém enfrentou desafios semelhantes aos de seu antecessor e recebeu críticas por sua forma de lidar com crises na Líbia e na Costa do Marfim no final de seu mandato. Em meio a vários golpes de Estado no continente, Ping iniciou consultas com o objetivo de restaurar a ordem constitucional. Ping tentou a reeleição, mas não conseguiu obter uma maioria de dois terços.
A política sul-africana Nkosazana Dlamini-Zuma venceu a eleição seguinte, tornando-se a primeira mulher a servir como presidente, e serviu de 2012 a 2017. Seu estilo de liderança era burocrático e voltado para reformas. Ela iniciou a Agenda 2063 e defendeu a industrialização, a igualdade de gênero e o comércio intra-africano. Ela também criou a Força Africana de Reserva para manutenção da paz, mas enfrentou críticas significativas direcionadas ao seu estilo de liderança e à sua forma de lidar com conflitos no Sudão do Sul, África Central e Burundi. Ela não tentou a reeleição.
A próxima eleição foi vencida pelo ex-primeiro-ministro chadiano Moussa Faki, que cumpriu seu primeiro mandato de 2017 a 2021. Ele pretendia ser mais politicamente engajado e pragmático do que seu antecessor e defendeu reformas institucionais e financeiras. Ele supervisionou o estabelecimento da Área de Livre Comércio Continental Africana e buscou maior financiamento dos estados-membros para reduzir a dependência excessiva de doadores externos. Ele também supervisionou a resposta da África à COVID-19, obtendo vacinas, e foi reeleito em 2021. Apesar da sua liderança pró-activa, durante o seu mandato, África sofreu vários golpes de Estado e grandes conflitos, com os críticos a caracterizarem o papel da UA como consultivo, sem poder para fazer cumprir as suas decisões.
Em fevereiro de 2025, a Assembleia elegeu o político do Djibuti Mahamoud Ali Youssouf, que deverá tomar posse em março.

## Papel
O Presidente da Comissão é o Diretor Executivo, representante legal da União Africana (UA) e Diretor de Contabilidade da Comissão. O presidente é responsável pelas finanças e administração da Comissão, promovendo os seus objectivos, lidando com as principais partes interessadas (Estados-Membros, parceiros de desenvolvimento, blocos regionais, etc.), nomeando e gerindo o pessoal da Comissão e armazenando os tratados e instrumentos jurídicos da UA e da OUA. O Presidente da Comissão é responsável por facilitar e relatar todas as reuniões dos órgãos da UA e por garantir a conformidade entre todas as iniciativas da UA. Eles também preparam o relatório anual da UA.
O Presidente da Comissão é eleito pela Assembleia da União Africana para um mandato de quatro anos, renovável uma vez. A eleição é feita por escrutínio secreto e deve ter maioria de dois terços dos membros votantes presentes. O cargo tem um salário mensal de 15.576,75 dólares, juntamente com vantagens para financiar a educação das crianças.

## Lista
| No. | Retrato | Chairperson            | Tomou posse            | Deixou o cargo         | País            | Região           |
| --- | ------- | ---------------------- | ---------------------- | ---------------------- | --------------- | ---------------- |
| –   |         | Amara Essy             | 9 de julho de 2002     | 16 de setembro de 2003 | Costa do Marfim | África Ocidental |
| 1   |         | Alpha Oumar Konaré     | 16 de setembro de 2003 | 28 de abril de 2008    | Mali            | África Ocidental |
| 2   |         | Jean Ping              | 28 de abril de 2008    | 15 de outubro de 2012  | Gabão           | África Central   |
| 3   |         | Nkosazana Dlamini-Zuma | 15 de outubro de 2012  | 14 de março de 2017    | África do Sul   | África Austral   |
| 4   |         | Moussa Faki            | 14 de março de 2017    | Incumbente             | Chade           | África Central   |
| 5   |         | Mahamoud Ali Youssouf  | Eleito                 |                        | Djibouti        | África Oriental  |